# Lager 7525/7 Prokopjewsk
Das Lager 7525/7 Prokopjewsk, als Bestandteil des Gulag-Systems, war eines der zahlreichen sowjetischen Kriegsgefangenen- und Internierungslager des NKWD/MWD.
Im Steinkohlenbergbau der sibirischen Industriestadt Prokopjewsk wurden seit den 1930er Jahren zunächst Opfer der stalinistischen Säuberungen und ab 1941 auch Deportierte aus der aufgelösten Wolgadeutschen Republik als Zwangsarbeiter eingesetzt. Nach Ausbruch des Zweiten Weltkrieges bezichtigte die Sowjetunion die Wolgadeutschen der Zusammenarbeit mit Deutschland und deportierte sie nach Sibirien. Diese Zwangsarbeiter lebten unter katastrophalen Bedingungen in Lagern und notdürftigen Unterkünften. Die Wolgadeutschen wurden noch bis 1956 diskriminiert, indem ihnen die sowjetischen Organe Meldepflicht, Ausgangsbeschränkungen und Beschränkungen der Reisefreiheit auferlegten.
In Prokopjewsk gab es bis 1950 mehrere Kriegsgefangenenlager, die unter der Verwaltung des NKWD/MWD standen.

## Vorgeschichte
Der NKWD/MWD hatte viele deutsche Zivilisten in der sowjetisch besetzten Zone in 10 Speziallagern eingekerkert. Die Verhafteten waren ehemalige Angehörige der NSDAP, vermeintliche Kriegsverbrecher, Großbauern, Jugendliche der Jahrgänge 1928/29, die unter Werwolfverdacht standen, Angehörige des Volkssturms, Fabrikanten, willkürlich denunzierte Personen und ehemalige Offiziere der Wehrmacht. Sie wurden nach langen Verhören eingeliefert, ohne dass sie von sowjetischen Gerichten verurteilt worden waren. Während der Verhöre wurden die Inhaftierten fast immer gefoltert, sie hatten keine Möglichkeit der Verteidigung und waren der Willkür der vernehmenden Offiziere ausgeliefert.
Im Speziallager Nr. 1 Mühlberg/Elbe wurden im Januar 1947 ca. 1000 noch arbeitsfähige Häftlinge durch eine Ärztekommission ausgewählt und nach Sibirien ins Lager 7503/11 Anschero-Sudschensk deportiert. Dort mussten sie vorwiegend im Kohleschacht 9/15 (Trest Anschero-Ugol) Zwangsarbeit leisten.

## Auflösung des Lagers 7503/11 Anschero-Sudschensk
Im Herbst 1949 war das Lager infolge Entlassung, Transport in andere Lager und Todesfälle der Lagerinsassen nur noch mit etwa 100 Zivilinternierten des Pelzmützentransportes aus dem Speziallager Nr. 1 Mühlberg/Elbe belegt. Als die restlichen Gefangenen in zwei Personenwaggons der Transsibirischen Eisenbahn verladen wurden, nahmen sie an, dass auch ihnen ein Transport in die Heimat bevorstand. Bereits am nächsten Tag kamen sie in Stalinsk im Lager 7525/10 und Prokopjewsk im Lager 7525/7 an, während ein kleiner Teil nach Kemerowo gebracht wurde.

## Lager 7525/7 Prokopjewsk
Das Lager lag etwa 3 km nördlich, außerhalb der Stadt, mit Blick auf die schneebedeckten Berge des Altaigebirges. Belegt war es mit ehemaligen Angehörigen von Waffen-SS- und Polizeieinheiten, wie 1. SS-Panzer-Division Leibstandarte SS „Adolf Hitler“ (LSSAH), 9. SS-Panzer-Division „Hohenstaufen“, 10. SS-Panzer-Division „Frundsberg“, 5. SS-Panzer-Division „Wiking“ und ehemaligen Wlassoweinheiten. Außerdem hatten die Organe des MWD Kriegsgefangene der deutschen Wehrmacht und Internierte aus vielen Lagern Sibiriens hierher gebracht.
Das Lager war, wie üblich, mit Drahtzaun und Sichtblende versehen. Die Baracken gruppierten sich rund um den Appellplatz. Das Magazin zum Kauf von Lebensmitteln schloss sich an die Speisebaracke an.
Während im Lager in Anschero-Sudschensk die Unterbringung in Zimmern mit einer Belegung von sechs bis acht Personen erfolgte, waren hier die Gefangenen wieder in Massenquartieren untergebracht. Dazu kam noch, dass die Neuankömmlinge in den verschiedenen Baracken auf die freien Plätze verteilt wurden. Die Schicksalsgemeinschaften, die sich durch Arbeitsbrigaden und Wohnunterkünfte gebildet hatten, gingen hier wieder auseinander.

## Arbeitseinsatz
Zwangsarbeit erfolgte auf Wohnungs- und Tiefbaustellen, auf einer Großbaustelle des geplanten Kraftwerkes für das Kombinat „TEZ“, sowie in einer mechanischen Werkstatt. Auf der Großbaustelle arbeiteten die Häftlinge mit sowjetischen Facharbeitern zusammen. Der Einsatz erfolgte dadurch nur für untergeordnete Arbeiten, sodass die Verdienstmöglichkeiten sehr gering blieben.
Bemerkenswert war die Arbeit auf den Baustellen während der Frostperiode. Erst ab einer Temperatur von −40 °C wurden die Bauarbeiten eingestellt.
Mauermörtel und Fertigbeton wurden in einer auf der Baustelle befindlichen zentralen Mischanlage stark temperiert hergestellt und mit LKW-Muldenkippern auf der Baustelle verfahren und abgekippt. Da es nur vereinzelt Schnellbauaufzüge und Kräne gab, musste der Maurermörtel entweder mit Eimern oder mit Holztragen zum Einbauort über schiefe Ebenen transportiert werden. Der Transport der Mauerziegel erfolgte auf ähnliche Weise. Diese Arbeiten erledigten generell die Gefangenen.
Bei den extremen Minustemperaturen gefror der Mauermörtel sofort nach der Aufgabe auf das vorhandene Mauerwerk, sodass kaum Zeit blieb, die Mauersteine fachgerecht zu verlegen.
Der Transport des beheizten Fertigbetons erfolgte auf ähnliche Art und Weise. Mit einem ungeheueren Energieaufwand wurde bei Stahlbetonarbeiten über die Stahlbewehrung Strom zugeführt und so der Beton bis zum Abbinden erwärmt.
Der Arbeits- und Gesundheitsschutz spielte keine Rolle. Es fehlten Arbeits- und Schutzgerüste, Absturzsicherungen sowie Absteifungen. Persönliche Schutzausrüstungen, wie Schutzhelme, Sicherheitsschuhe, Schutzbrillen, Gehörschutzmittel oder Schutzkleidung standen nicht zur Verfügung. Auf Grund dieser Mängel kam es zu vielen schweren Unfällen mit Todesfolge.
Das eigentliche Kombinat war nach außen hin streng abgeschirmt, Gefangene arbeiteten dort nicht. Es war nicht bekannt, was die Sowjets in diesem Werk produzierten.
Die Bewachung der einzelnen Arbeitskommandos war unterschiedlich. Während die Arbeitskommandos, in denen die Angehörigen der ehemaligen SS-Divisionen und Wlassoweinheiten arbeiteten, mit Posten und Schäferhunden streng bewacht wurden, konnten alle anderen Arbeitskolonnen ohne Posten arbeiten.
Der Transport der bewachten Arbeitskommandos erfolgte auf offenen Lastkraftwagen. Die Gefangenen saßen auf dem blanken Pritschenboden mit dem Rücken zum Posten, der auf dem Fahrerhaus saß. Für die unbewachten Häftlinge aus dem Lager Anschero-Sudschensk war dies eine enorme Erleichterung, denn vier Jahre lang war jeder ihrer Schritte außerhalb des Lagers kontrolliert worden. Durch diese verhältnismäßige Freizügigkeit entstanden viele Kontakte zur Zivilbevölkerung, die in vielen Fällen den Gefangenen gegenüber freundlich gesinnt war. Bei diesen Kontakten stellte es sich sehr oft heraus, dass viele Zivilisten das sowjetische System generell ablehnten.
Die neue Freiheit benutzten viele Häftlinge, um die Lagerverpflegung individuell aufzubessern. Wenn sich allerdings die politische Lage verschlechtert hatte, denn der Kalte Krieg befand sich auf seinem Höhepunkt, eskortierten erneut Posten mit Hunden diese Arbeitskolonnen.

## Verhöre
Anfang 1950 durften die SS- und Wlassowangehörigen nicht mehr ausrücken, es erfolgte eine Umquartierung in gesonderte, streng abgegrenzte Baracken. Verhöre durch ein sowjetisches Militärtribunal begannen. Auf Grund der Zugehörigkeit zu SS-, Polizei- und Wlassowverbänden verhängte das Tribunal durchweg langjährige Freiheitsstrafen.

## Heimtransport
Ende März 1950 erfolgte für die übrigen Gefangenen die Beendigung der Arbeit auf allen Baustellen, die Auszahlung von Arbeitslöhnen, sowie die Ausgabe von neuer Winterbekleidung. Am 5. April marschierten diese Häftlinge dann zum Güterbahnhof von Stalinsk zur Verladung in die üblichen Güterwaggons.
Russische Kinder und Jugendliche bettelten die Gefangenen um Brot an. Dies zeigt, dass noch 1950 die Ernährungslage in der Sowjetunion, trotz des gewonnenen Krieges, völlig unzureichend war.
Am 6. April 1950 fuhren alle Gefangenen des Pelzmützentransportes aus dem Lager Mühlberg/Elbe sowie weitere Häftlinge in unbewachten Güterwaggons in Richtung Westen. Dem Zug waren noch geschlossene und bewachte Waggons angehängt, in denen sich zuvor verurteilte, ehemalige SS- und Polizeiangehörige befanden, die die sowjetischen Organe noch kurz vor Abfahrt des Zuges begnadigt hatten. Unmittelbar nach Ankunft in Brest fuhren diese Leute in Richtung Heimat weiter.
Die im Lager 7525/7 Prokopjewsk zurückgehaltenen verurteilten ehemaligen SS- und Polizeiangehörigen kamen erst 1955/56 frei, nachdem Bundeskanzler Adenauer im September 1955 in Moskau ihre Freilassung bewirkt hatte.
Alle anderen Gefangenen kamen ins Lager 7136/1 Brest (Moskauer Lager). Sie wurden auf ankommende Heimkehrertransporte verteilt und als Kriegsgefangene entlassen, obwohl sie Internierte gewesen waren.
Etwa 100 Gefangene hielten die sowjetischen Organe ohne Begründung zurück und brachten sie noch 1950 ins Lager 7136 Minsk, später ins Lager 6114 Makejewka und Lager 7134 Kiew-Darnytza.